# Lobelia tenuior
Lobelia tenuior är en klockväxtart som beskrevs av Robert Brown. Lobelia tenuior ingår i släktet lobelior, och familjen klockväxter.

## Underarter
Arten delas in i följande underarter:
- L. t. dictyosperma
- L. t. tenuior

## Bildgalleri

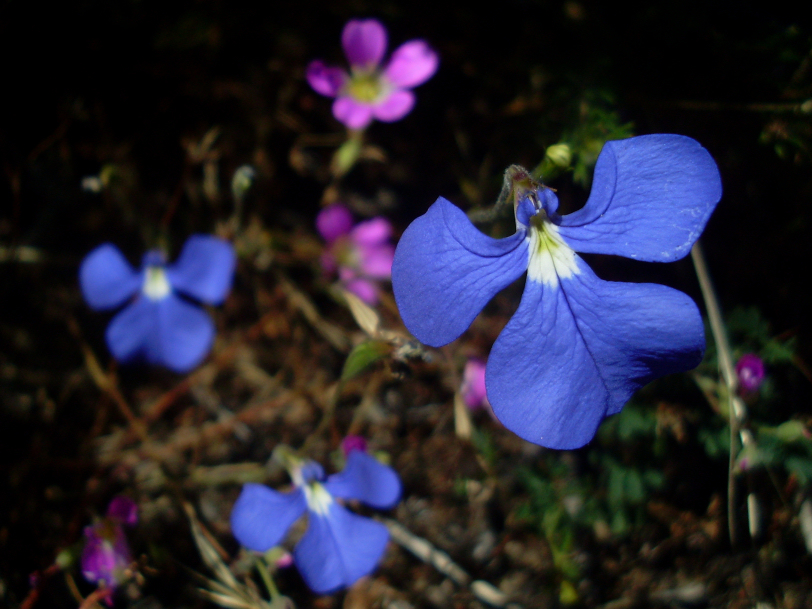